# 林志慧
林志慧（1951年12月—），女，汉族，上海人，中华人民共和国政治人物，曾任湖北省交通运输厅厅长、党组书记，湖北省人大常委会副主任。